# Sezonul de Formula 1 din 1959
Sezonul de Formula 1 din 1959 a fost cel de-al 13-lea sezon al curselor auto de Formula 1 FIA. A inclus cea de-a zecea ediție a Campionatului Mondial al Piloților, și a doua ediție a Cupei Internaționale pentru Constructorii de F1. Sezonul a fost disputat pe parcursul a nouă curse, începând cu Marele Premiu al Principatului Monaco pe 10 mai și terminându-se cu Marele Premiu al Statelor Unite pe 12 decembrie. În 1959 s-au desfășurat și alte cinci curse care nu au făcut parte din campionat. Jack Brabham a câștigat Campionatul Mondial al Piloților, într-un sport încă zguduit de moartea mai multor piloți, inclusiv campionul en-titre Mike Hawthorn. Cupa Internațională pentru Constructorii de F1 a fost acordată echipei Cooper-Climax.
Retragerea lui Vanwall, despre care se crede că a fost rezultatul ratei ridicate de mortalitate din sezonul 1958, a lăsat Ferrari drept singura echipă câștigătoare de curse în campionat. În mod similar, retragerea lui Juan Manuel Fangio și Mike Hawthorn a însemnat că, pentru prima dată, în afară de sezonul inaugural, niciun campion mondial se afla pe grilă. Mașinile revoluționare cu motor central ale lui Cooper, propulsate de motorul compact Coventry Climax de 2,5 litri, au câștigat cinci curse cu Jack Brabham, Stirling Moss și Bruce McLaren. BRM și-a obținut și ea prima victorie în mâinile lui Jo Bonnier. Aston Martin a apărut cu o mașină care era învechită și cu greutate excesivă în fața revoluționarului T51 cu motorul central-spate, introdus de Cooper.
Tony Brooks de la Ferrari a dus lupta cu Cooper și, mergând în cursa finală, el, Moss sau Brabham puteau câștiga titlul. Moss s-a retras din cursă, Marele Premiu inaugural al Statelor Unite, dându-i lui Brabham conducerea. Brabham a rămas fără combustibil în ultimul tur, dar și-a împins mașina peste linie pentru a termina pe locul 4. Cu Brooks in imposibilitatea de a obține mai mult de locul 3, Brabham a devenit primul campion mondial australian, în timp ce Cooper a câștigat coroana constructorilor.
Marele Premiu al Germaniei a avut loc pentru a doua oară pe circuitul AVUS de foarte mare viteză, unde Jean Behra de la Ferrari a fost ucis în timpul unei curse de mașini sport, fără legătură, la volanul unui Porsche. Americanii Jerry Unser Jr. și Bob Cortner au decedat ca urmare a rănilor suferite în timpul testelor pentru Indianapolis 500.

## Piloții și echipele înscrise în campionat
Următorii piloți și constructori au participat în Campionatul Mondial al Piloților din 1959 și în Cupa Internațională a Constructorilor de F1 din 1959.
| Imagine             | Concurent                 | Constructor   | Motor                                  | Șasiu         | Pneu | Piloți                   | Piloți       |
| ------------------- | ------------------------- | ------------- | -------------------------------------- | ------------- | ---- | ------------------------ | ------------ |
| Imagine             | Concurent                 | Constructor   | Motor                                  | Șasiu         | Pneu | Numele pilotului         | Etape        |
| Aston Martin DBR4   | David Brown Corporation   | Aston Martin  | Aston Martin RB6 2,5 L6                | DBR4          | A    | Roy Salvadori            | 3, 5, 7–8    |
| Aston Martin DBR4   | David Brown Corporation   | Aston Martin  | Aston Martin RB6 2,5 L6                | DBR4          | A    | Carroll Shelby           | 3, 5, 7–8    |
| Porsche 718 RSK     | Dr Ing F. Porsche KG      | Behra-Porsche | Porsche 547/3 1,5 F4                   | RSK           | D    | Maria Teresa de Filippis | 1            |
| Porsche 718 RSK     | Dr Ing F. Porsche KG      | Porsche       | Porsche 547/3 1,5 F4                   | 718 RSK 718/2 | D    | Wolfgang von Trips       | 1, 6         |
| BRM P25             | Owen Racing Organisation  | BRM           | BRM P25 2,5 L4                         | P25           | D    | Harry Schell             | 1, 3–8       |
| BRM P25             | Owen Racing Organisation  | BRM           | BRM P25 2,5 L4                         | P25           | D    | Jo Bonnier               | 1, 3–8       |
| BRM P25             | Owen Racing Organisation  | BRM           | BRM P25 2,5 L4                         | P25           | D    | Ron Flockhart            | 1, 4–5, 7–8  |
| Connaught Type C    | Connaught Cars-Paul Emery | Connaught     | Alta GP 2,5 L4                         | Type C        | D    | Bob Said                 | 9            |
| Cooper T51          | Cooper Car Company        | Cooper        | Climax FPF 2,5 L4                      | T51           | D    | Jack Brabham             | 1, 3–9       |
| Cooper T51          | Cooper Car Company        | Cooper        | Climax FPF 2,5 L4                      | T51           | D    | Bruce McLaren            | 1, 4–9       |
| Cooper T51          | Cooper Car Company        | Cooper        | Climax FPF 2,5 L4                      | T51           | D    | Masten Gregory           | 1, 3–7       |
| Cooper T51          | Cooper Car Company        | Cooper        | Climax FPF 2,5 L4                      | T51           | D    | Giorgio Scarlatti        | 8            |
| Ferrari 246 F1      | Scuderia Ferrari          | Ferrari       | Ferrari 155 2,4 V6 Ferrari D156 1,5 V6 | 246 F1 156    | D    | Jean Behra               | 1, 3–4       |
| Ferrari 246 F1      | Scuderia Ferrari          | Ferrari       | Ferrari 155 2,4 V6 Ferrari D156 1,5 V6 | 246 F1 156    | D    | Phil Hill                | 1, 3–4, 6–9  |
| Ferrari 246 F1      | Scuderia Ferrari          | Ferrari       | Ferrari 155 2,4 V6 Ferrari D156 1,5 V6 | 246 F1 156    | D    | Tony Brooks              |              |
| Ferrari 246 F1      | Scuderia Ferrari          | Ferrari       | Ferrari 155 2,4 V6 Ferrari D156 1,5 V6 | 246 F1 156    | D    | Cliff Allison            | 1, 3, 6, 8–9 |
| Ferrari 246 F1      | Scuderia Ferrari          | Ferrari       | Ferrari 155 2,4 V6 Ferrari D156 1,5 V6 | 246 F1 156    | D    | Olivier Gendebien        | 4, 8         |
| Ferrari 246 F1      | Scuderia Ferrari          | Ferrari       | Ferrari 155 2,4 V6 Ferrari D156 1,5 V6 | 246 F1 156    | D    | Dan Gurney               | 4, 6–8       |
| Ferrari 246 F1      | Scuderia Ferrari          | Ferrari       | Ferrari 155 2,4 V6 Ferrari D156 1,5 V6 | 246 F1 156    | D    | Wolfgang von Trips       | 9            |
|                     | David Fry                 | Fry           | Climax FPF 1,5 L4                      | F2            | D    | Mike Parkes              | 5            |
| JBW 59              | J.B. Naylor               | JBW           | Maserati 250S 2,5 L4                   | 59            | D    | Brian Naylor             | 5            |
| Kurtis Kraft Midget | Leader Cards Inc.         | Kurtis Kraft  | Offenhauser 1,7 L4                     | Midget        | F    | Rodger Ward              | 9            |
| Lotus 16            | Team Lotus                | Lotus         | Climax FPF 2,5 L4                      | 16            | D    | Graham Hill              | 1, 3–8       |
| Lotus 16            | Team Lotus                | Lotus         | Climax FPF 2,5 L4                      | 16            | D    | Pete Lovely              | 1            |
| Lotus 16            | Team Lotus                | Lotus         | Climax FPF 2,5 L4                      | 16            | D    | Innes Ireland            | 3–4, 6–9     |
| Lotus 16            | Team Lotus                | Lotus         | Climax FPF 2,5 L4                      | 16            | D    | Alan Stacey              | 5, 9         |
| Maserati 250F       | Scuderia Ugolini          | Maserati      | Maserati 250F1 2,5 L6                  | 250F          | D    | Giorgio Scarlatti        | 1, 4         |
| Maserati 250F       | Scuderia Ugolini          | Maserati      | Maserati 250F1 2,5 L6                  | 250F          | D    | Carel Godin de Beaufort  | 4            |
| Maserati 250F       | Monte Carlo Auto Sport    | Maserati      | Maserati 250F1 2,5 L6                  | 250F          | D    | André Testut             | 1            |
| Maserati 250F       | Scuderia Centro Sud       | Maserati      | Maserati 250F1 2,5 L6                  | 250F          | D    | Asdrúbal Fontes Bayardo  | 4            |
| Maserati 250F       | Scuderia Centro Sud       | Maserati      | Maserati 250F1 2,5 L6                  | 250F          | D    | Fritz d'Orey             | 4–5          |
| Maserati 250F       | Ottorino Volonterio       | Maserati      | Maserati 250F1 2,5 L6                  | 250F          | D    | Giulio Cabianca          | 8            |
| Maserati 250F       | Phil Cade                 | Maserati      | Maserati 250F1 2,5 L6                  | 250F          | D    | Phil Cade                | 9            |
| Tec-Mec F415        | Camoradi USA              | Tec-Mec       | Maserati 250F1 2,5 L6                  | F415          | D    | Fritz d'Orey             | 9            |
| Vanwall VW 59       | Vandervell Products       | Vanwall       | Vanwall 254 2,5 L4                     | VW 59         | D    | Tony Brooks              | 5            |

Piloții și echipele private care nu și-au construit propriul șasiu și au folosit șasiurile constructorilor existenți sunt arătați mai jos.
| Concurent                  | Constructor afiliat | Motor                   | Șasiu   | Pneu | Piloți                  | Piloți    |
| -------------------------- | ------------------- | ----------------------- | ------- | ---- | ----------------------- | --------- |
| Concurent                  | Constructor afiliat | Motor                   | Șasiu   | Pneu | Numele pilotului        | Etape     |
| Equipe Nationale Belge     | Cooper              | Climax FPF 1,5 L4       | T51     | D    | Lucien Bianchi          | 1         |
| Equipe Nationale Belge     | Cooper              | Climax FPF 1,5 L4       | T51     | D    | Alain de Changy         | 1         |
| Jean Lucienbonnet          | Cooper              | Climax FPF 1,5 L4       | T45     | D    | Jean Lucienbonnet       | 1         |
| R.R.C. Walker Racing Team  | Cooper              | Climax FPF 2,5 L4       | T51     | D    | Stirling Moss           | 1, 3, 6–9 |
| R.R.C. Walker Racing Team  | Cooper              | Climax FPF 2,5 L4       | T51     | D    | Maurice Trintignant     | 1, 3–9    |
| British Racing Partnership | BRM                 | BRM P25 2,5 L4          | P25     | D    | Stirling Moss           | 4–5       |
| British Racing Partnership | BRM                 | BRM P25 2,5 L4          | P25     | D    | Hans Herrmann           | 6         |
| British Racing Partnership | Cooper              | Climax FPF 1,5 L4       | T51     | D    | Ivor Bueb               | 1         |
| British Racing Partnership | Cooper              | Borgward 1500 RS 1,5 L4 | T51     | D    | Ivor Bueb               | 5         |
| British Racing Partnership | Cooper              | Borgward 1500 RS 1,5 L4 | T51     | D    | Chris Bristow           | 5         |
| High Efficiency Motors     | Cooper              | Maserati 250S 2,5 L4    | T45     | D    | Roy Salvadori           | 1, 4, 9   |
| High Efficiency Motors     | Cooper              | Maserati 250S 2,5 L4    | T45     | D    | Jack Fairman            | 8         |
| High Efficiency Motors     | Cooper              | Climax FPF 2,5 L4       | T45     | D    | Jack Fairman            | 5         |
| John Fisher                | Lotus               | Climax FPF 1,5 L4       | 16      | D    | Bruce Halford           | 1         |
| Ecurie Maarsbergen         | Porsche             | Porsche 547/3 1,5 F4    | 718 RSK | D    | Carel Godin de Beaufort | 3         |
| Scuderia Centro Sud        | Cooper              | Maserati 250S 2,5 L4    | T51     | D    | Ian Burgess             | 4–6, 8    |
| Scuderia Centro Sud        | Cooper              | Maserati 250S 2,5 L4    | T51     | D    | Colin Davis             | 4, 8      |
| Scuderia Centro Sud        | Cooper              | Maserati 250S 2,5 L4    | T51     | D    | Hans Herrmann           | 5         |
| Scuderia Centro Sud        | Cooper              | Maserati 250S 2,5 L4    | T51     | D    | Mario Araujo de Cabral  | 7         |
| Ace Garage – Rotherham     | Cooper              | Climax FPF 1,5 L4       | T51     | D    | Trevor Taylor           | 5         |
| Alan Brown Equipe          | Cooper              | Climax FPF 1,5 L4       | T45     | D    | Mike Taylor             | 5         |
| Alan Brown Equipe          | Cooper              | Climax FPF 1,5 L4       | T45     | D    | Peter Ashdown           | 5         |
| Gilby Engineering          | Cooper              | Climax FPF 1,5 L4       | T43     | D    | Keith Greene            | 5         |
| United Racing Stable       | Cooper              | Climax FPF 1,5 L4       | T51     | D    | Bill Moss               | 5         |
| R.H.H. Parnell             | Cooper              | Climax FPF 1,5 L4       | T51 T45 | D    | Henry Taylor            | 5         |
| R.H.H. Parnell             | Cooper              | Climax FPF 1,5 L4       | T51 T45 | D    | Tim Parnell             | 5         |
| Dennis Taylor              | Lotus               | Climax FPF 1,5 L4       | 12      | D    | Dennis Taylor           | 5         |
| Dorchester Service Station | Lotus               | Climax FPF 1,5 L4       | 16      | D    | David Piper             | 5         |
| Jean Behra                 | Behra-Porsche       | Porsche 547/3 1,5 F4    | RSK     | D    | Jean Behra              | 6         |
| OSCA Automobili            | Cooper              | OSCA 2,0 L4             | T43     | D    | Alejandro de Tomaso     | 9         |
| Taylor-Crawley Racing Team | Cooper              | Climax FPF 2,5 L4       | T45     | D    | George Constantine      | 9         |
| Blanchard Automobile Co.   | Porsche             | Porsche 547/3 1,5 F4    | 718 RSK | G    | Harry Blanchard         | 9         |
| Ecurie Bleue               | Cooper              | Climax FPF 2,5 L4       | T51     | D    | Harry Schell            | 9         |

- Notă: Tabelele de mai sus nu includ piloții și echipele care au participat doar la cursa de Campionat Mondial de la Indianapolis.

## Calendar
Următoarele opt Mari Premii și Indianapolis 500 au avut loc în 1959.
| 1.                                           | 2.                                  | 3.                                     | 4.                                     |
| -------------------------------------------- | ----------------------------------- | -------------------------------------- | -------------------------------------- |
| Marele Premiu al Principatului Monaco 10 mai | Indianapolis 500 30 mai             | Marele Premiu al Țărilor de Jos 31 mai | Marele Premiu al Franței 5 iulie       |
| Monaco (S)                                   | Indianapolis (P)                    | Zandvoort (P)                          | Reims-Gueux (S)                        |
| 5.                                           | 6.                                  | 7.                                     | 8.                                     |
| Marele Premiu al Marii Britanii 18 iulie     | Marele Premiu al Germaniei 2 august | Marele Premiu al Portugaliei 23 august | Marele Premiu al Italiei 13 septembrie |
| Aintree (S)                                  | AVUS (S)                            | Monsanto (S)                           | Monza (P)                              |
| 9.                                           |                                     |                                        |                                        |
| Marele Premiu al Statelor Unite 12 decembrie |                                     |                                        |                                        |
| Sebring (S)                                  |                                     |                                        |                                        |
| (P) - pistă; (S) - stradă.                   |                                     |                                        |                                        |

Au fost programate trei Mari Premii în 1959 care au fost ulterior anulate:
- Marele Premiu al Argentinei, programat să aibă loc în ianuarie, a fost anulat deoarece eroii locali precum Juan Manuel Fangio și José Froilán González s-au retras, și nu a existat niciun interes local.
- Marele Premiu al Belgiei era programat să aibă loc în iunie, dar a fost anulat din cauza unei dispute privind banii de start.
- Marele Premiu al Marocului era programat să aibă loc în octombrie la Ain-Diab, dar a fost anulat din motive financiare.[2]

## Rezultate și clasamente

### Marile Premii
| Etapa | Mare Premiu                | Pole position  | Cel mai rapid tur           | Pilotul câștigător | Constructorul câștigător | Pneu | Lider | Lider |
| Etapa | Mare Premiu                | Pole position  | Cel mai rapid tur           | Pilotul câștigător | Constructorul câștigător | Pneu | Pilot | Dif.  |
| ----- | -------------------------- | -------------- | --------------------------- | ------------------ | ------------------------ | ---- | ----- | ----- |
| 1     | MP al Principatului Monaco | Stirling Moss  | Jack Brabham                | Jack Brabham       | Cooper-Climax            | D    | BRA   | 3     |
| 2     | Indianapolis 500           | Johnny Thomson | Johnny Thomson              | Rodger Ward        | Watson-Offenhauser       | F    | BRA   | 1     |
| 3     | MP al Țărilor de Jos       | Jo Bonnier     | Stirling Moss               | Jo Bonnier         | BRM                      | D    | BRA   | 7     |
| 4     | MP al Franței              | Tony Brooks    | Stirling Moss               | Tony Brooks        | Ferrari                  | D    | BRA   | 5     |
| 5     | MP al Marii Britanii       | Jack Brabham   | Stirling Moss Bruce McLaren | Jack Brabham       | Cooper-Climax            | D    | BRA   | 13    |
| 6     | MP al Germaniei            | Tony Brooks    | Tony Brooks                 | Tony Brooks        | Ferrari                  | D    | BRA   | 4     |
| 7     | MP al Portugaliei          | Stirling Moss  | Stirling Moss               | Stirling Moss      | Cooper-Climax            | D    | BRA   | 4     |
| 8     | MP al Italiei              | Stirling Moss  | Phil Hill                   | Stirling Moss      | Cooper-Climax            | D    | BRA   | 5,5   |
| 9     | MP al Statelor Unite       | Stirling Moss  | Maurice Trintignant         | Bruce McLaren      | Cooper-Climax            | D    | BRA   | 4     |

### Clasament Campionatul Mondial al Piloților
Punctele au fost acordate pe o bază de 8–6–4–3–2 primilor cinci clasați în fiecare cursă, cu un punct suplimentar revenind pilotului care a stabilit cel mai rapid tur al cursei (dacă cel mai rapid tur a fost realizat de mai mulți piloți, punctul se va împărți egal la fiecare pilot). Doar cele mai bune cinci rezultate au fost luate în considerare pentru Campionatul Mondial. FIA nu a acordat o clasificare în campionat acelor piloți care nu au obținut puncte.
| Poz. | Pilot                    | MCO | 500  | NLD | FRA  | GBR | DEU  | PRT  | ITA | USA | Puncte  |
| ---- | ------------------------ | --- | ---- | --- | ---- | --- | ---- | ---- | --- | --- | ------- |
| 1    | Jack Brabham             | 1R  |      | 2   | 3    | 1P  | Ab   | Ab   | 3   | (4) | 31 (34) |
| 2    | Tony Brooks              | 2   |      | Ab  | 1P   | Ab  | 1P R | 9    | Ab  | 3   | 27      |
| 3    | Stirling Moss            | AbP |      | AbR | DSCR | 2R  | Ab   | 1P R | 1P  | AbP | 25,5    |
| 4    | Phil Hill                | 4   |      | 6   | 2    |     | 3    | Ab   | 2R  | Ab  | 20      |
| 5    | Maurice Trintignant      | 3   |      | 8   | 11   | 5   | 4    | 4    | 9   | 2R  | 19      |
| 6    | Bruce McLaren            | 5   |      |     | 5    | 3R  | Ab   | Ab   | Ab  | 1   | 16,5    |
| 7    | Dan Gurney               |     |      |     | Ab   |     | 2    | 3    | 4   |     | 13      |
| 8    | Jo Bonnier               | Ab  |      | 1P  | Ab   | Ab  | 5    | Ab   | 8   |     | 10      |
| 9    | Masten Gregory           | Ab  |      | 3   | Ab   | 7   | Ab   | 2    |     |     | 10      |
| 10   | Rodger Ward              |     | 1    |     |      |     |      |      |     | Ab  | 8       |
| 11   | Jim Rathmann             |     | 2    |     |      |     |      |      |     |     | 6       |
| 12   | Johnny Thomson           |     | 3P R |     |      |     |      |      |     |     | 5       |
| 13   | Harry Schell             | Ab  |      | Ab  | 7    | 4   | 7    | 5    | 7   | Ab  | 5       |
| 14   | Innes Ireland            |     |      | 4   | Ab   |     | Ab   | Ab   | Ab  | 5   | 5       |
| 15   | Olivier Gendebien        |     |      |     | 4    |     |      |      | 6   |     | 3       |
| 16   | Tony Bettenhausen        |     | 4    |     |      |     |      |      |     |     | 3       |
| 17   | Cliff Allison            | Ab  |      | 9   |      |     | Ab   |      | 5   | Ab  | 2       |
| 18   | Jean Behra               | Ab  |      | 5   | Ab   |     | NS   |      |     |     | 2       |
| 19   | Paul Goldsmith           |     | 5    |     |      |     |      |      |     |     | 2       |
| —    | Roy Salvadori            | 6   |      | Ab  | Ab   | 6   |      | 6    | Ab  | Ab  | 0       |
| —    | Ron Flockhart            | Ab  |      |     | 6    | Ab  |      | 7    | 13  |     | 0       |
| —    | Ian Burgess              |     |      |     | Ab   | Ab  | 6    |      | 14  |     | 0       |
| —    | Wolfgang von Trips       | Ab  |      |     |      |     | NS   |      |     | 6   | 0       |
| —    | Johnny Boyd              |     | 6    |     |      |     |      |      |     |     | 0       |
| —    | Graham Hill              | Ab  |      | 7   | Ab   | 9   | Ab   | Ab   | Ab  |     | 0       |
| —    | Duane Carter             |     | 7    |     |      |     |      |      |     |     | 0       |
| —    | Harry Blanchard          |     |      |     |      |     |      |      |     | 7   | 0       |
| —    | Carroll Shelby           |     |      | Ab  |      | Ab  |      | 8    | 10  |     | 0       |
| —    | Giorgio Scarlatti        | NSC |      |     | 8    |     |      |      | 12  |     | 0       |
| —    | Alan Stacey              |     |      |     |      | 8   |      |      |     | Ab  | 0       |
| —    | Eddie Johnson            |     | 8    |     |      |     |      |      |     |     | 0       |
| —    | Carel Godin de Beaufort  |     |      | 10  | 9    |     |      |      |     |     | 0       |
| —    | Paul Russo               |     | 9    |     |      |     |      |      |     |     | 0       |
| —    | Fritz d'Orey             |     |      |     | 10   | Ab  |      |      |     | Ab  | 0       |
| —    | A. J. Foyt               |     | 10   |     |      |     |      |      |     |     | 0       |
| —    | Chris Bristow            |     |      |     |      | 10  |      |      |     |     | 0       |
| —    | Mario de Araujo Cabral   |     |      |     |      |     |      | 10   |     |     | 0       |
| —    | Colin Davis              |     |      |     | Ab   |     |      |      | 11  |     | 0       |
| —    | Gene Hartley             |     | 11   |     |      |     |      |      |     |     | 0       |
| —    | Henry Taylor             |     |      |     |      | 11  |      |      |     |     | 0       |
| —    | Bob Veith                |     | 12   |     |      |     |      |      |     |     | 0       |
| —    | Peter Ashdown            |     |      |     |      | 12  |      |      |     |     | 0       |
| —    | Al Herman                |     | 13   |     |      |     |      |      |     |     | 0       |
| —    | Ivor Bueb                | NSC |      |     |      | 13  |      |      |     |     | 0       |
| —    | Jimmy Daywalt            |     | 14   |     |      |     |      |      |     |     | 0       |
| —    | Chuck Arnold             |     | 15   |     |      |     |      |      |     |     | 0       |
| —    | Giulio Cabianca          |     |      |     |      |     |      |      | 15  |     | 0       |
| —    | Jim McWithey             |     | 16   |     |      |     |      |      |     |     | 0       |
| —    | Hans Herrmann            |     |      |     |      | Ab  | Ab   |      |     |     | 0       |
| —    | Jack Fairman             |     |      |     |      | Ab  |      |      | Ab  |     | 0       |
| —    | Bruce Halford            | Ab  |      |     |      |     |      |      |     |     | 0       |
| —    | Eddie Sachs              |     | Ab   |     |      |     |      |      |     |     | 0       |
| —    | Al Keller                |     | Ab   |     |      |     |      |      |     |     | 0       |
| —    | Pat Flaherty             |     | Ab   |     |      |     |      |      |     |     | 0       |
| —    | Dick Rathmann            |     | Ab   |     |      |     |      |      |     |     | 0       |
| —    | Bill Cheesbourg          |     | Ab   |     |      |     |      |      |     |     | 0       |
| —    | Don Freeland             |     | Ab   |     |      |     |      |      |     |     | 0       |
| —    | Ray Crawford             |     | Ab   |     |      |     |      |      |     |     | 0       |
| —    | Don Branson              |     | Ab   |     |      |     |      |      |     |     | 0       |
| —    | Bob Christie             |     | Ab   |     |      |     |      |      |     |     | 0       |
| —    | Bobby Grim               |     | Ab   |     |      |     |      |      |     |     | 0       |
| —    | Jack Turner              |     | Ab   |     |      |     |      |      |     |     | 0       |
| —    | Chuck Weyant             |     | Ab   |     |      |     |      |      |     |     | 0       |
| —    | Jud Larson               |     | Ab   |     |      |     |      |      |     |     | 0       |
| —    | Mike Magill              |     | Ab   |     |      |     |      |      |     |     | 0       |
| —    | Red Amick                |     | Ab   |     |      |     |      |      |     |     | 0       |
| —    | Len Sutton               |     | Ab   |     |      |     |      |      |     |     | 0       |
| —    | Jimmy Bryan              |     | Ab   |     |      |     |      |      |     |     | 0       |
| —    | Brian Naylor             |     |      |     |      | Ab  |      |      |     |     | 0       |
| —    | David Piper              |     |      |     |      | Ab  |      |      |     |     | 0       |
| —    | Mike Taylor              |     |      |     |      | Ab  |      |      |     |     | 0       |
| —    | Alejandro de Tomaso      |     |      |     |      |     |      |      |     | Ab  | 0       |
| —    | George Constantine       |     |      |     |      |     |      |      |     | Ab  | 0       |
| —    | Bob Said                 |     |      |     |      |     |      |      |     | Ab  | 0       |
| —    | Alain de Changy          | NSC |      |     |      |     |      |      |     |     | 0       |
| —    | Lucien Bianchi           | NSC |      |     |      |     |      |      |     |     | 0       |
| —    | Maria Teresa de Filippis | NSC |      |     |      |     |      |      |     |     | 0       |
| —    | Pete Lovely              | NSC |      |     |      |     |      |      |     |     | 0       |
| —    | Jean Lucienbonnet        | NSC |      |     |      |     |      |      |     |     | 0       |
| —    | André Testut             | NSC |      |     |      |     |      |      |     |     | 0       |
| —    | Bill Moss                |     |      |     |      | NSC |      |      |     |     | 0       |
| —    | Keith Greene             |     |      |     |      | NSC |      |      |     |     | 0       |
| —    | Mike Parkes              |     |      |     |      | NSC |      |      |     |     | 0       |
| —    | Trevor Taylor            |     |      |     |      | NSC |      |      |     |     | 0       |
| —    | Dennis Taylor            |     |      |     |      | NSC |      |      |     |     | 0       |
| —    | Tim Parnell              |     |      |     |      | NSC |      |      |     |     | 0       |
| —    | Asdrúbal Fontes Bayardo  |     |      |     | NS   |     |      |      |     |     | 0       |
| —    | Phil Cade                |     |      |     |      |     |      |      |     | NS  | 0       |
| Poz. | Constructor              | MCO | 500  | NLD | FRA  | GBR | DEU  | PRT  | ITA | USA | Puncte  |

| Legendă      | Legendă                                            |
| Culoare      | Rezultat                                           |
| ------------ | -------------------------------------------------- |
| Auriu        | Câștigător                                         |
| Argintiu     | Locul 2                                            |
| Bronz        | Locul 3                                            |
| Verde        | Alte locuri care punctează                         |
| Albastru     | Alte locuri                                        |
| Albastru     | Nu s-a clasat, dar a terminat cursa (NC)           |
| Purpuriu     | A abandonat cursa (Ab)                             |
| Negru        | Descalificat (DSC)                                 |
| Alb          | Nu a luat startul (NS)                             |
| Roșu         | Nu s-a calificat (NSC)                             |
| Fără culoare | Retras înainte de calificări (Ret)                 |
| Fără culoare | Exclus (EX)                                        |
| Fără culoare | Nu a participat (celulă goală)                     |
| Adnotare     | Însemnătate                                        |
| P            | Pole position                                      |
| R            | Cel mai rapid tur                                  |
| (6)          | Rezultatul nu a fost luat în considerare pentru CM |
| 1            | A împărțit mașina cu unul sau mai mulți piloți     |

### Clasament Cupa Internațională pentru Constructorii de F1
Punctele au fost acordate pe o bază de 8–6–4–3–2 primilor cinci clasați în fiecare cursă (excluzând Indianapolis 500), dar numai primei mașini care a terminat pentru fiecare constructor. Doar cele mai bune cinci rezultate au fost luate în considerare pentru Cupa Internațională.
| Poz. | Constructor              | MCO | NLD | FRA | GBR | DEU | PRT | ITA | USA | Puncte  |
| ---- | ------------------------ | --- | --- | --- | --- | --- | --- | --- | --- | ------- |
| 1    | Cooper-Climax            | 1   | (2) | (3) | 1   | (4) | 1   | 1   | 1   | 40 (53) |
| 2    | Ferrari                  | 2   | (5) | 1   |     | 1   | 3   | 2   | (3) | 32 (38) |
| 3    | BRM                      | Ab  | 1   | 6   | 2   | 5   | 5   | 7   |     | 18      |
| 4    | Lotus-Climax             | Ab  | 4   | Ab  | 8   | Ab  | Ab  | Ab  | 5   | 5       |
| —    | Cooper-Maserati          | 6   |     | Ab  | Ab  | 6   | 10  | 11  | Ab  | 0       |
| —    | Aston Martin             |     | Ab  |     | 6   |     | 6   | 10  |     | 0       |
| —    | Porsche                  | Ab  | 10  |     |     | NS  |     |     | 7   | 0       |
| —    | Maserati                 | NSC |     | 8   | Ab  |     |     | 15  | NS  | 0       |
| —    | Cooper-Borgward          |     |     |     | 10  |     |     |     |     | 0       |
| —    | JBW-Maserati             |     |     |     | Ab  |     |     |     |     | 0       |
| —    | Vanwall                  |     |     |     | Ab  |     |     |     |     | 0       |
| —    | Kurtis Kraft-Offenhauser |     |     |     |     |     |     |     | Ab  | 0       |
| —    | Cooper-OSCA              |     |     |     |     |     |     |     | Ab  | 0       |
| —    | Tec-Mec-Maserati         |     |     |     |     |     |     |     | Ab  | 0       |
| —    | Connaught-Alta           |     |     |     |     |     |     |     | Ab  | 0       |
| —    | Behra-Porsche-Porsche    | NSC |     |     |     | NS  |     |     |     | 0       |
| —    | Fry-Climax               |     |     |     | NSC |     |     |     |     | 0       |
| Poz. | Constructor              | MCO | NLD | FRA | GBR | DEU | PRT | ITA | USA | Puncte  |

## Curse non-campionat
Alte cinci curse care nu au contat pentru Campionatul Mondial al Piloților sau Cupa Internațională pentru Constructorii de F1 au fost organizate pentru mașinile de Formula 1 în timpul sezonului.
| Numele cursei                 | Circuit     | Data          | Pilotul câștigător | Constructor   |
| ----------------------------- | ----------- | ------------- | ------------------ | ------------- |
| Trofeul Glover VII            | Goodwood    | 30 martie     | Stirling Moss      | Cooper-Climax |
| BARC Aintree 200 XIV          | Aintree     | 18 aprilie    | Jean Behra         | Ferrari       |
| Trofeul Internațional BRDC XI | Silverstone | 2 mai         | Jack Brabham       | Cooper-Climax |
| Cupa Internațională de Aur VI | Oulton Park | 26 septembrie | Stirling Moss      | Cooper-Climax |
| Trofeul Silver City IV        | Snetterton  | 10 octombrie  | Ron Flockhart      | BRM           |